# Georges Carrey
Pour les articles homonymes, voir Carrey.
Georges Carrey (Jules Henri Georges Carrey) est un peintre, gouachiste et dessinateur français, né à Paris 6e le 27 mars 1902 et mort le 24 août 1953 en Belgique.
Mort jeune, il aborde l'abstraction en 1946. Ami du peintre français Nicolas De Staël, il travaille au couteau des compositions géométriques arrangées de manière régulière.

## Biographie
Il s'installe en Belgique en 1922. Il se marie en 1941.
D'abord dessinateur publicitaire et illustrateur, il réalise des caricatures, des affiches, des décors de théâtre. Il commence à peindre en 1922, surtout des portraits, mais aussi des paysages et des natures mortes jusqu'en 1945.
Après de nombreuses recherches et expérimentations, il se convertit à la peinture abstraite dès 1946.
En 1947, il retourne à Paris : bref passage à l'école des Arts décoratifs.
Précurseur de l'abstraction gestuelle, il suit les cours d'André Lhote en 1948 et y rencontre Nicolas de Staël.
En 1951, les mosaïques de Ravenne le poussent à arranger ses compositions géométriques de manière régulière.
« Georges Carrey travaille en touches sensibles et colorées, juxtaposées les unes aux autres, riches de matière et souvent rectangulaires. La technique n'est pas sans rappeler celle de Nicolas de Staël. L'année de sa mort, Carrey remarquait :”Quand on ne cherchera plus à reconnaître dans un tableau, une pomme, une poire ou une femme nue, on pourra se passer aussi du mot : abstrait ... Il ne restera plus que la peinture. » Philippe Roberts-Jones, La peinture abstraite en Belgique 1920-1970
En 1952, il est membre du groupe Art Abstrait, fondé par Jo Delahaut et Jean Milo, avec Georges Collignon, Pol Bury, Léopold Plomteux, Jan Saverys et Jan Burssens. Il participe la même année au Salon d'Octobre fondé par le critique Ch. Estienne.
Il meurt d'une crise cardiaque le 26 août 1953 à Knokke
, au moulin F. Labisse, à l'âge de 51 ans, alors qu'il prépare une exposition de ses travaux à la Galerie Ariel à Paris.

## Citation
« Le jour où j'ai pris une toile blanche et commencé à peindre sans point de départ (en me souvenant sans doute de mon acquis antérieur) je me suis trouvé libéré de nombreuses contingences. Il y a tout avantage à être seul devant la toile, libre, avec les erreurs que cette situation peut engager. Quand on ne cherchera plus à reconnaître dans un tableau, une pomme, une poire ou une femme nue, on pourra se passer aussi du mot : abstrait. Tous les malentendus seront alors écartés et on sortira enfin de la confusion. Il ne restera plus que la peinture. » (in Premier bilan de l'art actuel. Ed Le Soleil Noir, Revue Positions nｰ3-4, 1953, p. 285)

## Muséographie
- Musées Royaux des Beaux-Arts de Belgique - Musée d'Art moderne - Bruxelles
- Musée d'Art Abstrait - Museum voor Abstracte Kunst - Jette